# Asyndetus secundus
Asyndetus secundus är en tvåvingeart som beskrevs av Daniel J. Bickel 1996. Asyndetus secundus ingår i släktet Asyndetus och familjen styltflugor.
Artens utbredningsområde är Northern Territory, Australien. Inga underarter finns listade i Catalogue of Life.